# Old Naval Observatory
Das Old Naval Observatory ist ein ehemaliges Observatorium in Washington, D.C., das von 1844 bis 1893 von der United States Navy genutzt wurde. Unter der Leitung von Matthew Fontaine Maury wurde es zu einem der international angesehensten Forschungsinstitute im Bereich der Ozeanographie.
Das Gebäude verblieb im Besitz der Navy, die dort von 1894 bis 1902 das Naval Museum of Hygiene betrieb. Ab 1903 wurde es als Krankenhaus genutzt und blieb in der Nutzung, bis das National Naval Medical Center 1942 fertiggestellt war. Bis 2012 war es ein Verwaltungsgebäude des Surgeon General of the United States Navy, seitdem gehört das Gebäude dem United States Department of State. Zumindest zeitweise wurden Räumlichkeiten des Gebäudes als Wohnung genutzt, unter anderem für die US-Verteidigungsminister Robert Gates und James Mattis genutzt. Das Gebäude ist grundsätzlich nicht öffentlich zugänglich.
Seit dem 12. Januar 1965 ist es eine National Historic Landmark. Am 15. Oktober 1966 folgte der Eintrag in das National Register of Historic Places.